# Joseph Salomon

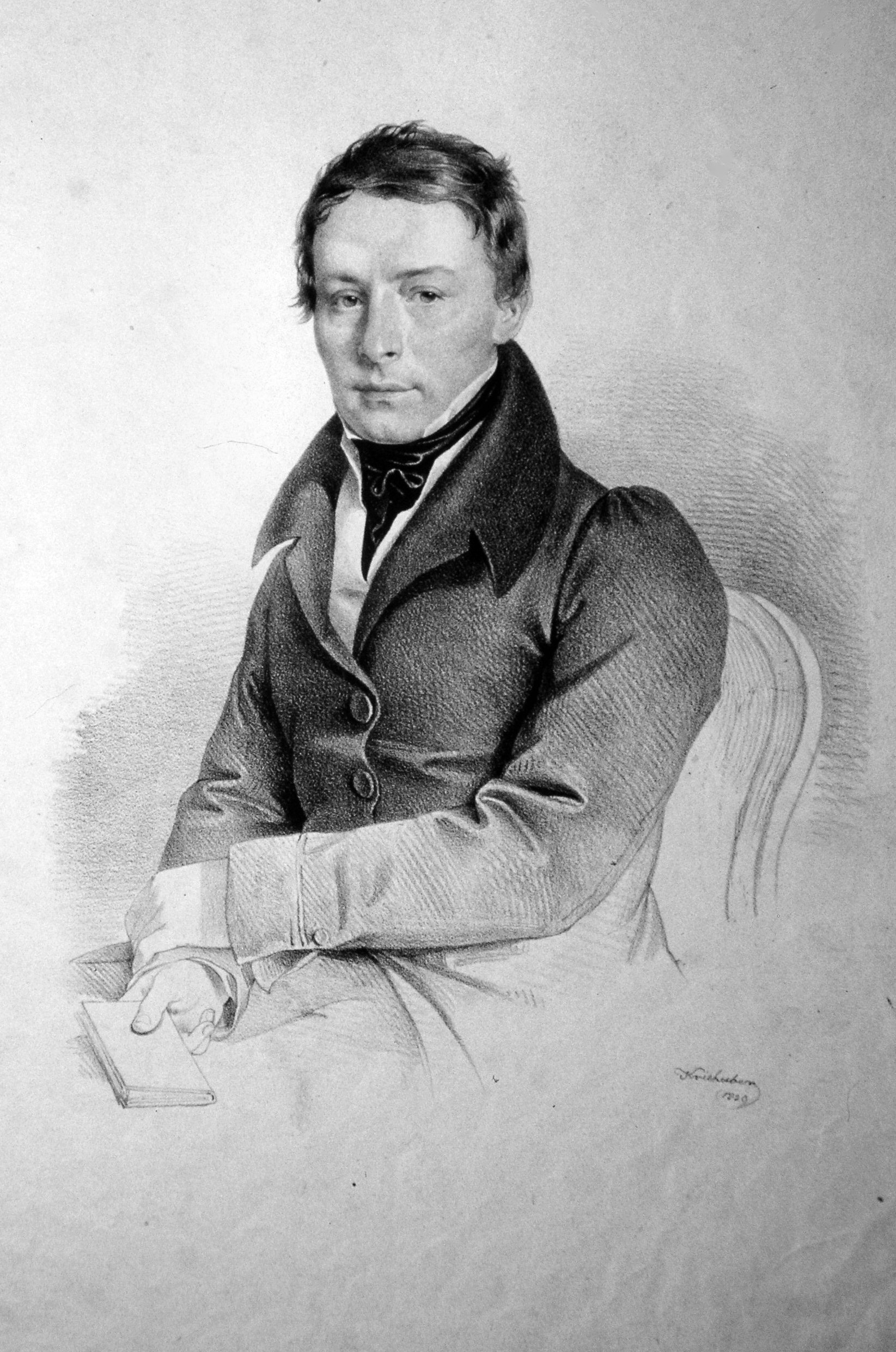
Joseph Salomon, Lithographie von Josef Kriehuber (1839)

Johann Michael Joseph Salomon (auch Johann Michael Salomon; * 22. Februar 1793 in Oberdürrbach; † 2. Juli 1856 in Wien) war ein deutscher Mathematiker und Hochschullehrer.

## Leben
Salomon war Sohn eines Gegenschreibers des Würzburger Juliusspitals in Oberdürrbach. Sein Vater erteilte ihm den Elementarunterricht. 1804 kam er mit seiner Familie nach Würzburg. Dort durchlief er von 1805 bis 1807 das neugegründete Progymnasium, bevor er von 1807 bis 1812 das humanistische Würzburger Gymnasium absolvierte. 1812 kam er an die Universität Würzburg, an der er zunächst die philosophischen Kurse durchlief. Dabei trat sein mathematisches Talent derart zu Tage, dass er unter Johann Schön die öffentlichen Vorlesungen zur Elementargeometrie halten durfte.
Salomon wurde nun neben dem Studium Lehrer der Geometrie der Polytechnischen Schule Würzburg. 1814 unterzog er sich einer öffentlichen Prüfung für das Fach Mathematik und wurde in der Folge öffentlicher Repetitor in Mathematik am humanistischen Gymnasium in Würzburg. Im Studium widmete er sich, aufgrund der geringen akademischen Aussichten im Fach Mathematik, der Rechtswissenschaft. Zugleich blieb er aber im Lehramt.
Salomon erfuhr 1816 aus der Zeitung von der Gründung eines Polytechnikums in Wien. Um dort sich um eine Anstellung zu bewerben, reiste er nach Wien und erhielt beim Hofkriegsrat Karl Ritter von Mertens eine Anstellung als Hauslehrer für dessen Söhne. 1816/1817 studierte er zugleich am k.k. Polytechnischen Institut. 1817 wurde er dort zum Assistenten und öffentlichen Repetitor für die höhere Mathematik ernannt. 1819 wurde er Dozent für Elementarmathematik, 1821 ordentlicher Professor in diesem Fachbereich. 1838 erhielt er die ordentliche Professur für höhere Mathematik, die er bis zu seinem Lebensende innehatte. Von 1828 bis 1831 unterrichtete er zudem Mathematik an der Universität Wien.
Salomon war für seine Lehrbücher und als hervorragend geltende Lehre geschätzt. Bleibenden Wert hatte seine vierbändige Übersetzung von Leonhard Euler's vollständige Anleitung zur Integralrechnung. Von 1840 bis 1856 war er, zeitweise zusammen mit Johann Paul Kaltenbaeck zudem Herausgeber von Austria oder Oesterreichischer Universal-Kalender.
Salomon war Mitglied der Prüfungs-Commission über Lehramtscandidaten für Ober-Realschulen. Zudem war er ab 1848 korrespondierendes Mitglied der Österreichischen Akademie der Wissenschaften.

## Werke (Auswahl)
- Metrologische Tafeln über Maasse, Gewichte und Münzen verschiedener Staaten, Geistinger, Wien 1823.
- Handbuch der ebenen und sphärischen Trigonometrie, Wien 1824.
- Versuch eines gemeinfaßlichen Unterrichtes der Arithmetik. Ein Handbuch., Gerold, Wien 1825.
- Leonhard Euler’s vollständige Anleitung zur Integralrechnung, Übersetzung von Joseph Salomon in 4 Bänden, Gerold, Wien 1828–1830.
- Lehrbuch der reinen Elementar-Geometrie : zum öffentlichen Gebrauche und Selbstunterrichte, Gerold, Wien 1833.
- Grundriß der höheren Analysis, Gerold, Wien 1844.
- Die österreichischen Staatspapiere und insbesondere die Staats-Lotterie-Anleihen, Gerold, Wien 1846.
- Die Kegelschnitts-Linien oder die Elemente der analytischen Geometrie in der Ebene, Gerold, Wien 1851.